# ساتیا نادلا
ساتیا ناریانا نادلا (به انگلیسی: Satya Narayana Nadella) (زاده ۱۹ اوت ۱۹۶۷ در حیدرآباد هند) مدیر عامل اجرایی (CEO) فعلی مایکروسافت است. او به عنوان جایگزین استیو بالمر در چهارم فوریهٔ ۲۰۱۴ میلادی این سمت را عهده‌دار شد. وی پیش از این در بخش سرویس‌های ابریِ مایکروسافت فعالیت می‌کرد.
ساتیا نادلا در حیدرآباد هند به دنیا آمده و تحصیلات دانشگاهی خود را در آمریکا گذرانده‌است. او بیش از ۲۲ سال در بخش‌های مختلف شرکت مایکروسافت کار کرده‌است. از بزرگترین موفقیت‌های وی در مایکروسافت می‌توان به راه‌اندازی بینگ، جستجوگر مایکروسافت، اشاره کرد. قبل از قبول سمت مدیرعاملی، ساتیا نادلا هدایت گروه کلاود اند انترپرایز (Cloud and Enterprise) را بر عهده داشت.
نادلا با اینکه مدیر عامل اجرایی مایکروسافت است، مجاز به همکاری با رقبای این شرکت از جمله اپل، آی‌بی‌ام، لینوکس و دراپ‌باکس می‌باشد. در مایکروسافت، او هدایت پروژه‌های بزرگی را بر عهده داشته‌است که از این میان می‌توان به پروژه رایانش ابری و توسعهٔ یکی از بزرگترین زیرساخت‌های ابری جهان اشاره داشت. درآمد حاصل از خدمات رایانش ابری مایکروسافت در ژوئن سال ۲۰۱۱ در حدود ۱۶/۶ میلیارد دلار بود که نادلا پس از تصاحب کرسی مدیریت و کار بر روی این پروژه، در سال ۲۰۱۳ میلادی به مجموع درآمد خالص بالغ بر ۲۰/۳ میلیارد دلار دست یافت. نادلا در سال ۲۰۱۶ میلادی دستمزد ۸۴/۵ میلیون دلاری دریافت نموده‌است.